# 어두컴컴한 물밑에서
어두 컴컴한 물밑에서(일본어: 仄暗い水の底から 호노구라이미즈노소코카라[*])는 스즈키 코지의 공포 단편집이다. 물과 폐쇄 공간을 테마로 한 7편의 이야기로 구성되어 그 중 한 편 〈부유하는 물〉이 영화화되어 《검은 물 밑에서》라는 이름으로 공개되었다. 2007년에 이 작품의 한 편 〈꿈의 섬 크루즈〉를 원작으로 한 《드림 크루즈》가 쓰루타 노리오 감독에 의해 제작되었다.